# بورایوو
بورایوو (انگلیسی: Burayevo) یک شهر در شهرستان بورایفسکی باشقیرستان کشور روسیه است.